# Знаменка (Богатівський район)
Знаменка (рос. Знаменка) — село в Богатівському районі Самарської області Російської Федерації.
Населення становить 3 особи. Входить до складу муніципального утворення сільське поселення Арзамасцевка.

## Історія
Від 2005 року входило до складу муніципального утворення сільське поселення Арзамасцевка.

## Населення
| 2010 |
| ---- |
| 3    |